# Montessori škola
Montessori škola (montessori pedagogika) je alternativní výchovně-vzdělávací program, který postupuje dle zásad navržených lékařkou a pedagožkou italského původu Marií Montessori (1870–1952). Pedagogika typu Montessori je zaměřena na podporu dítěte při rozvíjení jeho poznatků a dovedností. Dítě je považováno za osobnost od přírody dobrou, jež by měla být ve své činnosti dospělými podporována. Aktivity dítě provádí pro uspokojení sebe sama, ne vyučujícího. Samotné učení by pak mělo probíhat bez zbytečného stresu a dalších projevů s negativním dopadem na psychiku dítěte.
Prvopočátky Montessori pedagogiky lze datovat do doby působení Marie Montessori na Univerzitní psychiatrické klinice v Římě, kde se zaměřovala na výchovu mentálně postižených dětí. Později pak pracovala jako vedoucí školy pro vzdělávání léčebných pedagogů, kde své zkušenosti předávala dál. Dne 6. ledna 1907 Maria Montessori otevřela Dům dětí (Casa dei Bambini), školku určenou pro padesát sociálně slabých dětí od tří do šesti let. První Dům byl vybaven stroze a první pomůcky byly vyrobeny v zařízení pro mentálně postižené, kde Montessori předtím pracovala. Primární snahou Domu bylo odstranění vzdělávacích a výchovných problémů. Hlavním mottem pedagogiky M. M. je výrok: „Pomoz mi, abych to dokázal sám.“ Montessori pedagogika klade důraz na svobodný rozvoj dítěte a jeho samostatnou činnost. Dítě si samo rozhoduje o tom, jak se bude utvářet jeho já. Proto patří tvořivost neboli kreativita k jednomu z klíčových pojmů tohoto pedagogického konceptu a hraje v něm velmi důležitou roli. „Hlavní myšlenky o chování a růstu dětí vycházejí z poznání spontánní tvořivosti dětí a jejich celkového vývoje.“

## Výukové principy v Montessori škole
Koncept pedagogiky Marie Montessori je zcela odlišný od tradičního pojetí vzdělávání. Pedagogická zařízení Montessori jsou chápána jako školy zkušeností pro život a nejsou založena na memorování žáků. Děti v Montessori školách se učí zcela jiným způsobem, a přesto jsou jejich znalosti na všech úrovních srovnatelné s žáky běžných škol. Mezi žáky se nedělají rozdíly, školy jsou určeny pro všechny bez ohledu na zdravotní, inteligenční nebo sociální stav dítěte.
Montessori svou výuku založila na tvrzení, že „Lidská osobnost, ne výchovná metoda, musí být brána v úvahu“. Dítě by mělo být respektováno a považováno za samostatně vyvíjející se bytost. Na učitele nenahlíží jako na autoritu, ale jako na rovnocenného partnera, jehož hlavním úkolem je usilovat o vytvoření vhodného prostředí pro učení žáka. Výuka v Montessori škole se řídí několika principy, mezi něž patří:
- Podpora činnosti dítěte
- Nenapomínání, absence trestů
- Neautoritativní, nenátlakový přístup
- Učitel jako facilitátor, průvodce dítěte
- Užití materiálů a pomůcek s ohledem na věk a psychický vývoj dítěte
- Přiměřené užití uznání, snaha o nevybudování závislosti dítěte na pochvalách
- Posílení zdravého sebevědomí a sebedůvěry dítěte, podpora jeho bezpečí
- Princip tzv. dělené odpovědnosti (dítěti je poskytována svoboda pouze v těch případech, kdy je schopno s ní adekvátně naložit)
- Dítě aktivně přispívá ke konstrukci svého vzdělání
- Možnost volby materiálů a pracovního místa
- Chápání chyb jako nutnosti hlubšího procvičení učiva
- „Připravené prostředí“ v Montessori třídě beroucí v potaz vývoj žáků a jejich schopnosti[1][2][6]

## Montessori třída

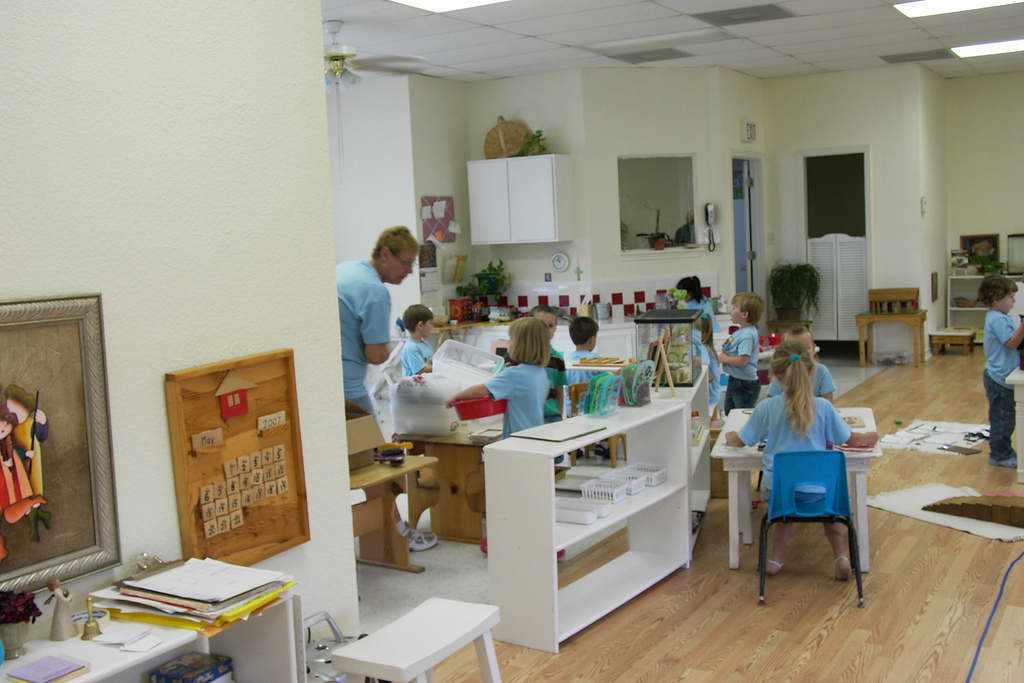
Třída v Montessoriovské škole

V Montessori třídě je uplatňován princip připraveného prostředí. Prostor bývá uspořádán do koutků. Užívaný nábytek je velikostně uzpůsoben potřebám dítěte, přičemž je kladen důraz na snadnou manipulaci s ním. Nenachází se zde ale žádné lavice a katedra pro učitele. Dítě nemá za úkol nehnutě sedět v lavici a pasivně naslouchat výkladu učitele. Prostředí třídy by mělo být vytvořené tak, aby odpovídalo potřebám dítěte a jeho aktivitám.
Při výuce je užíván specifický metodický materiál či Montessori pomůcky. Učivo je pro snadnější pochopení řazeno od jednoduchého ke složitějšímu. Klade se především důraz na svobodný rozvoj, samostatnost a tvůrčí práci dítěte. Klasické vyučovací hodiny v Montessori škole neexistují, jsou nahrazeny činností dítěte. Na něm závisí, jak dlouho u dané činnosti setrvá. Montessoriovská výuka je založena i na tzv. skutečných aktivitách, kdy dítě např. pere prádlo, stará se o rostliny a zvířata. V Montessori třídě se rovněž dítě může volně pohybovat a věnovat se své činnosti tam, kde je mu to příjemné. Povětšinou děti bývají ve smíšených věkových skupinách. Hodnocení prací a známkování probíhá slovně.
Škola by měla podporovat tvořivého ducha dítěte tím, že dítě si samo zvolí předměty, se kterými chce manipulovat, a používá je svým vlastním tvořivým způsobem. Není potřeba, aby učitel do této činnosti jakkoliv zasahoval, má pouze za úkol vést dítě k takovým věcem, které odpovídají vnitřním potřebám a věku dítěte. Přestože důraz na svobodný rozvoj je zřejmý, neznamená to úplnou volnost všem aktivitám dítěte. Je třeba umět rozlišit takové jednání, které je třeba podporovat od takového, kterému by se mělo zabránit. „Výchovný systém Marie Montessoriové je založen na novém pohledu na dítě, které chápe jako aktivní bytost schopnou koncentrace, která umí samostatně budovat svoji individuální osobnost, jestliže má k dispozici pedagogicky připravené prostředí.“

## Tvořivost v pedagogice M. Montessori
Pojem tvořivost je pro pedagogiku Montessori stěžejní. Člověk je přirozeně kreativní a pracuje se spontánní tvořivostí. Dětem se nemusí říkat, co a jak mají dělat, protože ony samy se do činnosti zapojují díky své vůli a vlastní iniciativě. Tak si vlastně formují svoji osobnost, aniž by o tom věděly nebo se o to vědomě snažily. Jedním z druhů spontánní tvořivosti je opakování jedné činnosti podle stejného vzoru tak dlouho, dokud není s jejím výsledkem spokojené. Osvojuje si tak nové dovednosti a snaží se o jejich zdokonalování.
Dalším druhem je postupný přechod od známého k neznámému. Děti tedy nejdříve pracují s konkrétními předměty a dělají takové činnosti, které jsou obvyklé v běžném životě. Poté teprve přecházejí ke složitějším činnostem, k práci s abstraktními pojmy a podobně. K dalším myšlenkám Marie Montessori patří, že pokud má dítě dostatek prostoru pro svou svobodnou činnosti, pak je tvořivé. Každé dítě má energii a touhu pro to, aby mohlo svobodně tvořit. Tvořivost dokáže projevit ve všech oblastech své činnosti. Pokud ale činnost dítěte jakýmkoliv způsobem omezíme či usměrníme, jeho schopnost tvořit se začne vytrácet a může se dokonce projevit odmítání této činnosti nebo pasivita. Dětství je tvůrčím obdobím při stavbě „sebe sama“. Tomuto období je třeba věnovat náležitou pozornost. Montessori předpokládá, že v dítěti je tvořivá energie, na kterou působí vnější svět a tím se utváří vlastní osobní duševní svět dítěte.

## Montessori školy v České republice
Před rokem 1989 nebylo v Československu možné uplatňovat alternativní pedagogické koncepce. Česká společnost je s principy Marie Montessori seznamována teprve v průběhu 90. let. Podíl Montessori mateřských a základních škol je však stále nižší než v ostatních zemích, což lze přičítat i historickému vývoji. Ačkoliv se jejich počet neustále zvyšuje, Montessori školy tvoří pouze 0,2 % ze všech základních škol s 1. stupněm, přičemž v Německu se toto číslo pohybuje okolo 2 %.
Ke konci roku 2014 byly principy Montessori pedagogiky uplatňovány na více než třiceti základních a sedmdesáti mateřských školách po celé České republice. Nejvíce jsou zastoupeny v Praze a dalších velkých městech.